# Cynoglosseae
Cynoglosseae, tribus biljaka, dio potporodice Boraginoideae. Postoji 4 podtribusa sa 36 rodova, a tipični je pasji jezik (Cynoglossum), od kojega nekoliko vrsta raste i u Hrvatskoj.

## Rodovi
1. Subtribus Microulinae Weigend
  1. Afrotysonia IRauschert (3 spp.)
  2. Microula Benth. (34 spp.)
  3. Metaeritrichium W. T. Wang (1 sp.)
  4. Actinocarya Benth. (2 spp.)
2. Subtribus Amsinckiinae Brand
  1. Andersonglossum J. I. Cohen (3 spp.)
  2. Adelinia J. I. Cohen (1 sp.)
  3. Dasynotus I. M. Johnst. (1 sp.)
  4. Harpagonella A. Gray (2 spp.)
  5. Pectocarya DC. ex Meisn. (12 spp.)
  6. Amsinckia Lehm. (14 spp.)
  7. Simpsonanthus Guilliams, Hasenstab & B. G. Baldwin (1 sp.)
  8. Oreocarya Greene (62 spp.)
  9. Eremocarya Greene (1 sp.)
  10. Sonnea IGreene (3 spp.)
  11. Plagiobothrys Fisch. & C. A. Mey. (65 spp.)
  12. Greeneocharis Gürke & Harms (2 spp.)
  13. Johnstonella Brand (18 spp.)
  14. Cryptantha Lehm. ex Fisch. & C. A. Mey. (106 spp.)
  15. Nesocaryum I. M. Johnst. (1 sp.)
3. Subtribus Bothriosperminae H. Riedl
  1. Bothriospermum Bunge (6 spp.)
  2. Thyrocarpus Hance (3 spp.)
  3. Antiotrema Hand.-Mazz. (1 sp.)
4. Subtribus Cynoglossinae Dumort.
  1. Lindelofia Lehm. (10 spp.)
  2. Microparacaryum (Popov ex Riedl) Hilger & Podlech (3 spp.)
  3. Brandellia R. R. Mill (1 sp.)
  4. Paracynoglossum IPopov (9 spp.)
  5. Paracaryum Boiss. (68 spp.)
  6. Cynoglossum L. (68 spp.)
  7. Ailuroglossum Sutorý (2 spp.)
  8. Cynoglossopsis Brand (2 spp.)
  9. Ivanjohnstonia Kazmi (1 sp.)
  10. Crucicaryum O. Brand (1 sp.)
  11. Rindera Pall. (32 spp.)
  12. Pardoglossum Barbier & Mathez (5 spp.)
  13. Solenanthus Ledeb. (22 spp.)
  14. Mapuchea Serrano, R. Carbajal & S. Ortiz (1 sp.)